# Diaphana californica
Diaphana californica är en snäckart som beskrevs av Dall 1919. Diaphana californica ingår i släktet Diaphana och familjen Diaphanidae. Inga underarter finns listade i Catalogue of Life.